# Grosse Pointe Garden Society
Grosse Pointe Garden Society es una serie de televisión dramática estadounidense creada por Jenna Bans y Bill Krebs. Se estrenó a través de NBC el 23 de febrero de 2025. En junio de 2025, la serie fue cancelada tras una temporada.

## Premisa
Cuatro miembros de un club de jardinería suburbano comparten un secreto de asesinato.

## Reparto

### Principales
- Melissa Fumero como Birdie
- Aja Naomi King como Catherine
- Ben Rappaport como Brett
- AnnaSophia Robb como Alice
- Matthew Davis como Joel
- Alexander Hodge como Doug
- Nancy Travis como Patty
- Felix Wolfe como Ford

### Recurrentes
- Daniella Alonso como Misty
- Jocko Sims como Tucker
- Nora Zehetner como Melissa
- Saamer Usmani como Gary
- Josh Ventura como Connor

## Episodios
| N.º | Título                   | Dirigido por         | Escrito por                                 | Fecha de emisión original | Audiencia (millones) |
| --- | ------------------------ | -------------------- | ------------------------------------------- | ------------------------- | -------------------- |
| 1   | «Pilot»                  | Maggie Kiley         | Jenna Bans y Bill Krebs                     | 23 de febrero de 2025     | 1.79                 |
| 2   | «Pests»                  | Phil Traill          | Jenna Bans                                  | 2 de marzo de 2025        | 1.02                 |
| 3   | «Companion Planting»     | Phil Traill          | Jenna Bans y Bill Krebs                     | 9 de marzo de 2025        | 1.06                 |
| 4   | «Force of Nature»        | Michael Weaver       | Jenna Bans y Bill Krebs                     | 16 de marzo de 2025       | 1.03                 |
| 5   | «Pollination»            | Erin Feeley          | Bridget Bedard                              | 23 de marzo de 2025       | 0.85                 |
| 6   | «Plant Parenthood»       | Alexandra Cunningham | Alexandra Cunningham                        | 30 de marzo de 2025       | 1.00                 |
| 7   | «Germination»            | Millicent Shelton    | Nicki Renna                                 | 4 de abril de 2025        | 1.21                 |
| 8   | «The Frost»              | Sara Zandieh         | Justin W. Lo                                | 11 de abril de 2025       | 1.34                 |
| 9   | «The Cup»                | Pete Chatmon         | Brook Sitgraves Turner                      | 18 de abril de 2025       | 1.28                 |
| 10  | «Seasons»                | Michael Weaver       | Samantha Taylor Pickett y Steve Rubinshteyn | 25 de abril de 2025       | 1.24                 |
| 11  | «Monaco Under the Stars» | Maggie Kiley         | Kris Baucom                                 | 2 de mayo de 2025         | 1.38                 |
| 12  | «The Fallow Period»      | Eric Tignini         | Kaylon Kennedy y Jason Sheradsky            | 9 de mayo de 2025         | 1.40                 |
| 13  | «Bad Seeds»              | Maggie Kiley         | Jenna Bans y Bill Krebs                     | 16 de mayo de 2025        | 1.37                 |

## Producción

### Desarrollo
La serie fue puesta en desarrollo originalmente por NBC en 2022, mientras que la cadena abrió una sala de guionistas para la serie en febrero de 2023. Está creada por Jenna Bans y Bill Krebs, que también son codirectores y productores ejecutivos junto a Casey Kyber. El episodio piloto está dirigido por Maggie Kiley, que también es productora ejecutiva. En julio de 2024, se ordenó la producción de la serie. El 27 de junio de 2025, NBC canceló la serie tras una temporada.

### Selección de reparto
En abril de 2024, se anunció que Melissa Fumero, Aja Naomi King, Ben Rappaport y AnnaSophia Robb protagonizarían la serie. Más tarde ese mismo mes, se anunció que Matthew Davis, Alexander Hodge, Nancy Travis y Felix Wolfe se habían unido al reparto principal de la serie.

## Emisión
La serie se estrenó el 23 de febrero de 2025 a través de NBC.

## Recepción

### Respuesta crítica
En el agregador de reseñas Rotten Tomatoes la serie tiene un índice de aprobación del 63%, basándose en 16 reseñas, con una calificación promedio de 5.5/10. El consenso crítico del sitio web dice: «Traviesa y no tan amable con su recorrido salaz por los suburbios, los giros de Grosse Pointe Garden Society no son las tijeras más afiladas del cobertizo, pero un reparto de juego mantiene la serie observable». En Metacritic, tiene una puntuación media ponderada de 58 sobre 100 basada en 12 críticas, lo que indica reseñas «mixtas o medias».

### Audiencia
| N.º | Título                   | Fecha de emisión      | ÍA (18–49) | Audiencia (millones) | DVR (18–49) | Audiencia DVR (millones) | Total (18–49) | Audiencia total (millones) | Ref(s) |
| --- | ------------------------ | --------------------- | ---------- | -------------------- | ----------- | ------------------------ | ------------- | -------------------------- | ------ |
| 1   | «Pilot»                  | 23 de febrero de 2025 | 0.2/3      | 1.79                 | 0.1         | 1.01                     | 0.3           | 2.80                       | [ 6 ]  |
| 2   | «Pests»                  | 2 de marzo de 2025    | 0.1/1      | 1.02                 | 0.1         | 0.83                     | 0.2           | 1.86                       | [ 7 ]  |
| 3   | «Companion Planting»     | 9 de marzo de 2025    | 0.1/1      | 1.06                 | —           | —                        | —             | —                          | [ 8 ]  |
| 4   | «Force of Nature»        | 16 de marzo de 2025   | 0.1/2      | 1.03                 | —           | —                        | —             | —                          | [ 9 ]  |
| 5   | «Pollination»            | 23 de marzo de 2025   | 0.1/1      | 0.85                 | —           | —                        | —             | —                          | [ 10 ] |
| 6   | «Plant Parenthood»       | 30 de marzo de 2025   | 0.1/2      | 1.00                 | —           | —                        | —             | —                          | [ 11 ] |
| 7   | «Germination»            | 4 de abril de 2025    | 0.1/2      | 1.21                 | —           | —                        | —             | —                          | [ 12 ] |
| 8   | «The Frost»              | 11 de abril de 2025   | 0.1/2      | 1.34                 | —           | —                        | —             | —                          | [ 13 ] |
| 9   | «The Cup»                | 18 de abril de 2025   | 0.1/2      | 1.28                 | —           | —                        | —             | —                          | [ 14 ] |
| 10  | «Seasons»                | 25 de abril de 2025   | 0.1/1      | 1.24                 | —           | —                        | —             | —                          | [ 15 ] |
| 11  | «Monaco Under the Stars» | 2 de mayo de 2025     | 0.1/2      | 1.38                 | —           | —                        | —             | —                          | [ 16 ] |
| 12  | «The Fallow Period»      | 9 de mayo de 2025     | 0.1/2      | 1.40                 | —           | —                        | —             | —                          | [ 17 ] |
| 13  | «Bad Seeds»              | 16 de mayo de 2025    | 0.2/2      | 1.37                 | —           | —                        | —             | —                          | [ 18 ] |